# پلامن ژلیازکوف
پلامن ژلیازکوف (انگلیسی: Plamen Zhelyazkov؛ زادهٔ ۱۴ مهٔ ۱۹۷۲) وزنه‌بردار اهل بلغارستان بود.
وی در مسابقات کشوری و بین‌المللی در مجموع برندهٔ ۲ مدال طلا، ۳ مدال نقره، ۳ مدال برنز شده‌است.